# Brett Stibners
Brett Andrew Stibners, OAM (nascido em 25 de junho de 1979) é um atleta paralímpico australiano que compete na modalidade basquetebol em cadeira de rodas. Conquistou a medalha de ouro nos Jogos Paralímpicos de Pequim 2008 e a de prata em Londres 2012. Foi medalhista de ouro no mundial a mesma modalidade em 2010, além de bronze em 2006. Foi selecionado para disputar a Paralimpíada da Rio 2016, onde sua equipe, os Rollers, terminou na sexta colocação.

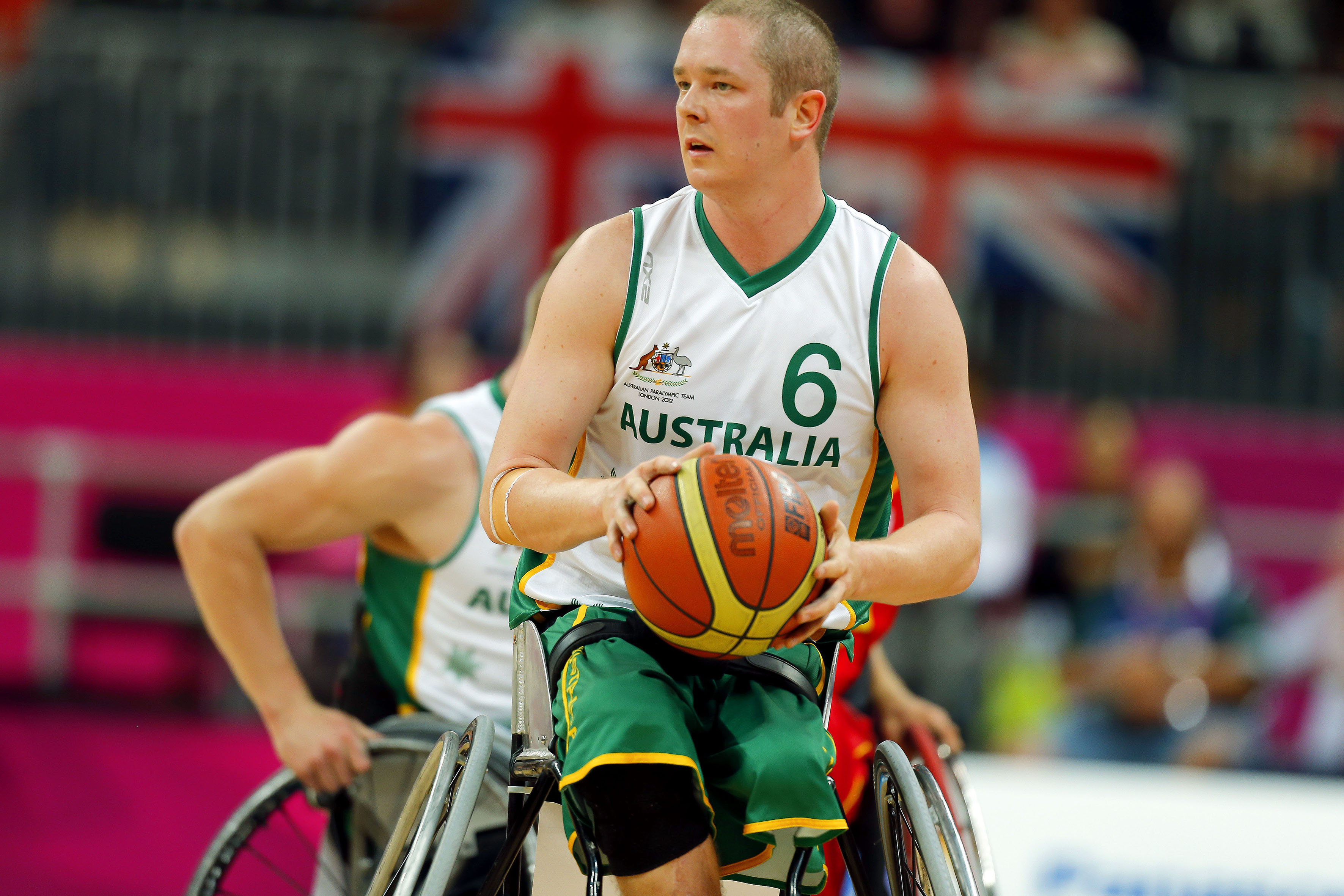
Brett durante os Jogos Paralímpicos de Londres 2012.